# Бергу (Західна Вірджинія)
Бергу (англ. Bergoo) — переписна місцевість (CDP) в США, в окрузі Вебстер штату Західна Вірджинія. Населення — 64 особи (2020).

## Географія
Бергу розташований за координатами 38°28′58″ пн. ш. 80°17′52″ зх. д. / 38.48278° пн. ш. 80.29778° зх. д. (38.482901, -80.297678).  За даними Бюро перепису населення США в 2010 році переписна місцевість мала площу 0,58 км², з яких 0,55 км² — суходіл та 0,03 км² — водойми.

## Демографія
Згідно з переписом 2010 року, у переписній місцевості мешкали 94 особи в 37 домогосподарствах у складі 27 родин. Густота населення становила 162 особи/км².  Було 88 помешкань (151/км²).
Расовий склад населення:
| - 96,8 % — білих |

До двох чи більше рас належало 3,2 %. Частка іспаномовних становила 0,0 % від усіх жителів.
За віковим діапазоном населення розподілялося таким чином: 20,2 % — особи молодші 18 років, 54,3 % — особи у віці 18—64 років, 25,5 % — особи у віці 65 років та старші. Медіана віку мешканця становила 47,7 року. На 100 осіб жіночої статі у переписній місцевості припадало 108,9 чоловіків;  на 100 жінок у віці від 18 років та старших — 102,7 чоловіків також старших 18 років.
Цивільне працевлаштоване населення становило 12 особи. Основні галузі зайнятості: освіта, охорона здоров'я та соціальна допомога — 100,0 %.